# Temnolésskaia
Temnolésskaia - Темнолесская (rus) és una stanitsa del krai de Krasnodar, a Rússia. Es troba als vessants septentrionals del Caucas occidental, al curs superior del riu Mezmai, a 36 km al sud-est d'Apxeronsk i a 122 km al sud-est de Krasnodar, la capital.
Pertany a aquest municipi el possiólok de Mezmai.